# Шлюб у Японії
Шлюб у Японії — правовий і соціальний інститут, головний елемент японської сім'ї («іе»). Подружжя вступають у юридичний шлюб після зміни статусу в листах реєстрації сім’ї, без необхідності церемонії. Більшість весіль проводяться або відповідно до синтоїстських традицій, або в каплицях відповідно до християнських традицій.
Традиційно шлюби в Японії поділяються на два типи, залежно від методу пошуку партнера: «оміай», що означає шлюб за домовленістю, та «ренай», коли чоловік і дружина зустрічаються та вирішують одружитися самостійно. Однак за повоєнні десятиліття це розрізнення стало менш значущим, оскільки західні ідеї кохання змінили традиційне уявлення японців про шлюб.

## Історія
Інститут шлюбу в Японії радикально змінився за останнє тисячоліття. У середньовіччі місцеві звичаї адаптувалися до китайського конфуціанства, а у новітній час — до західних концепцій індивідуалізму, «гендерної рівності», романтичного кохання та нуклеарної сім'ї. Звичаї, які колись були винятковими для дрібної аристократії, набули масового поширення, оскільки населення дедалі більше урбанізувалося.

### Період Хейан (794—1185)

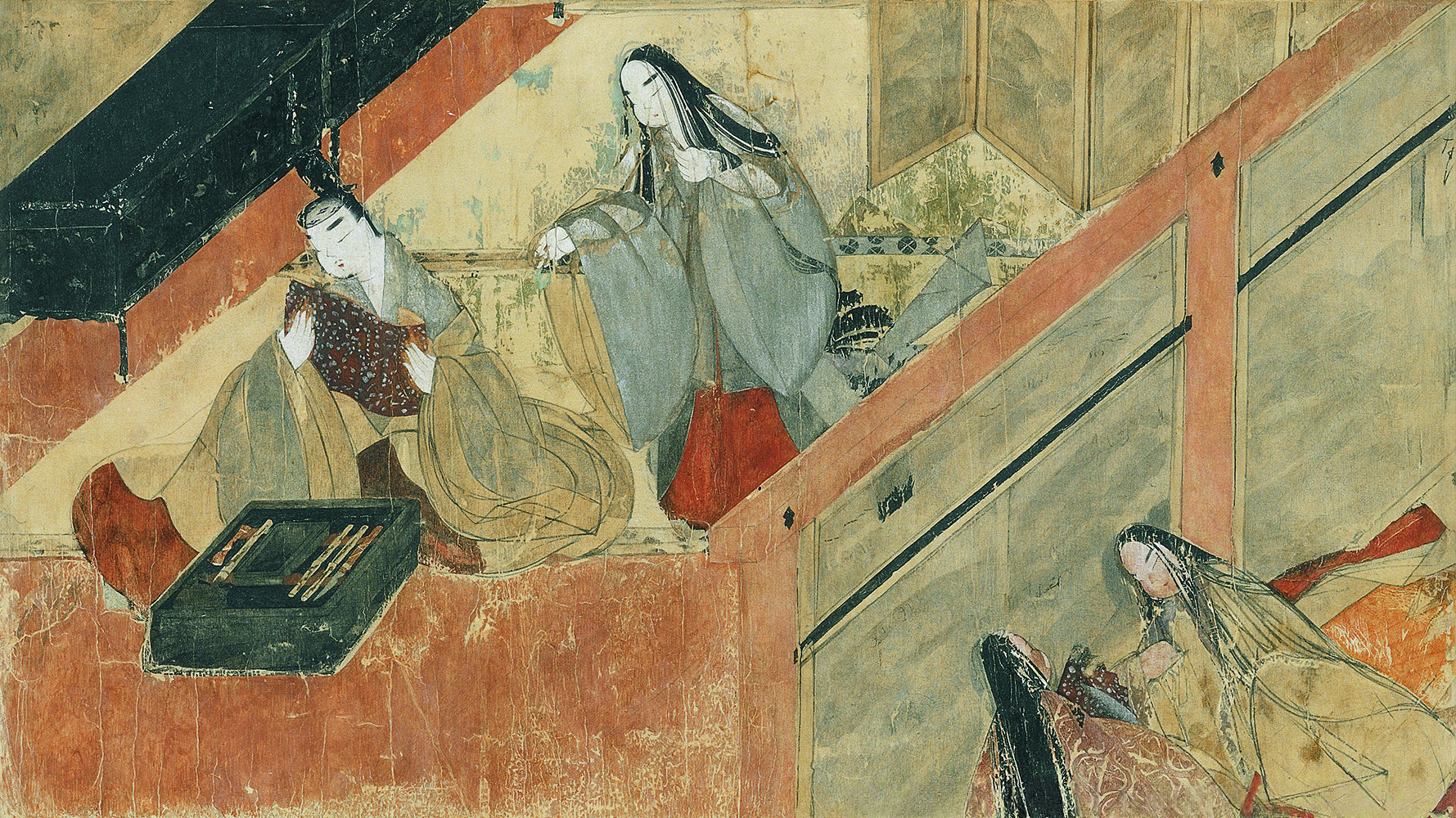
Син Ґендзі Юґірі (夕霧,, «Вечірній туман») читає листа. «Повість про Ґендзі», сувій XII століття, музей Ґото.

Період Хейан став кульмінацією класичної ери Японії, коли величезний імператорський двір влаштувався та затвердився зі своєю культурою в Хейан-кьо (сучасне Кіото). Суспільство Хейан було організоване за складною класовою (ранговою) системою, а метою шлюбу було народження дітей, які успадкували б найвищий можливий клас від найкращого роду. Він не був ані церемоніальним, ані постійним (пожиттєвим).
Аристократи обмінювалися листами та віршами протягом декількох місяців або років, після чого домовлялися про зустріч після настання темряви. Якщо чоловік бачив одну й ту ж жінку протягом трьох ночей, вони вважалися одруженими, а батьки дружини влаштовували для пари бенкет. Більшість представників нижчого класу вступали в пожиттєвий шлюб з одним партнером, а чоловіки домовлялися привести своїх дружин у власний дім, аби забезпечити законність нащадків.
Високопоставлені дворяни іноді мали кілька дружин або наложниць. Дружини-аристократки могли залишатися в батьківському домі, а чоловік визнавав батьківство офіційним врученням подарунку. Види залицяння в часи Хейан, а також підводні камені любовних інтриг добре представлені в літературі того періоду, особливо в «Повісті про бамбукоруба», «Щоденнику Сарасіна», «Записках в узголів'ї» та «Повісті про Ґендзі».

### Період Едо (1600—1868)

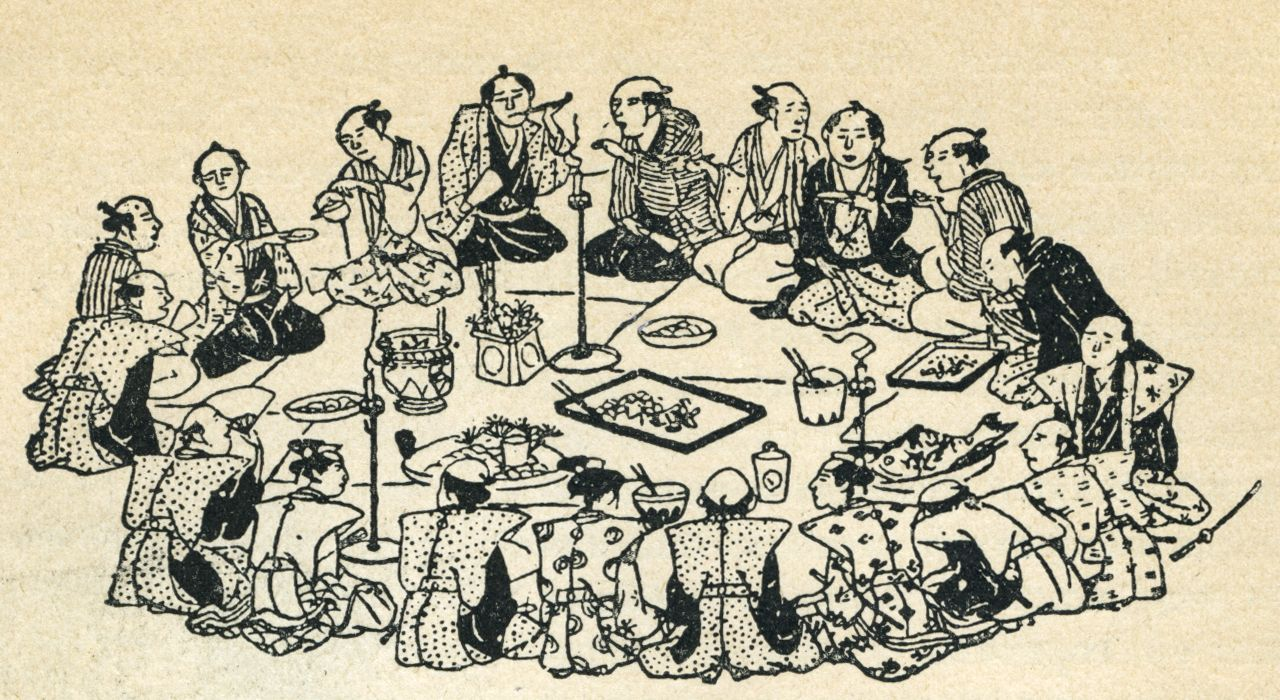
«Весілля». З книги «Японія та японці» (1902), стор. 62.

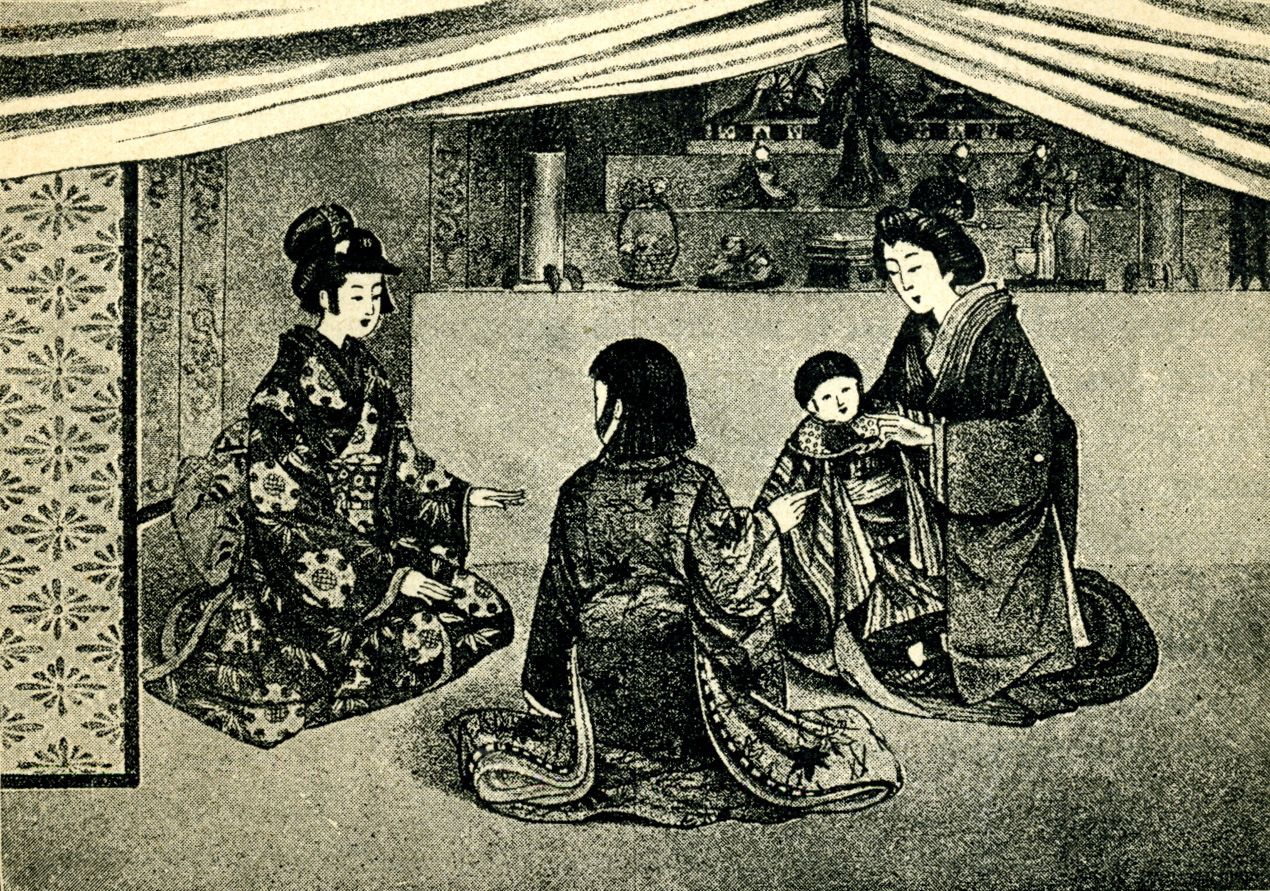
«Японці вдома». З книги «Японія та японці» (1902), стор. 71. Святкування свята дівчат.

У досучасній Японії шлюб був невід’ємною частиною «ie» (яп. 家,, «сім’я» або «домашнє господарство»), основної одиниці суспільства з колективною спадкоємністю, незалежною від будь-якого індивідуального життя. Члени сім'ї підпорядковували власні інтереси інтересам іе, тобто поважали ідеали синівської шанобливості та соціальної ієрархії, запозичені з конфуціанства. За словами барона Ходзумі, вибір залишитися самотнім був найбільшим злочином, який міг скоїти чоловік.
Шлюб організовував голова родини, він же представляв його публічно та ніс юридичну відповідальність за учасників, а надавати будь-які переваги будь-кому з головних осіб у шлюбній домовленості вважалося неналежним. Майно належало іе, а не окремим її окремим членам, а спадщина передавалася суворо за агнатичною прімогенітурою, тобто за першородством по чоловічій лінії. Вважалося, що жінка (яп. 女) виходила заміж за сім’ю (яп. 家) свого чоловіка, звідси походять кандзі «дружина» (яп. 嫁,, йоме) та «шлюб» (яп. 嫁入り,, йомеїрі, «вхід дружини»).
За відсутності синів деякі сім'ї усиновляли спадкоємця чоловічої статі (яп. 養子,, йосі), щоб продовжити династію; ця практика існує й у корпоративній Японії. Майже всі усиновлені є дорослими чоловіками. Шлюб був обмежений сім'ями з рівним соціальним становищем (яп. 分限), що робило вибір важливим і кропітким процесом. Хоча конфуціанська етика заохочувала людей одруживатися за межами своєї групи, обмеження пошуку місцевою громадою залишалося найпростішим способом забезпечити почесний шлюб. Приблизно кожен п’ятий шлюб у досучасній Японії укладався між сім'ями, які вже мали родинні зв'язки.
Спільноти ізгоїв, такі як буракуміни, не могли одружуватися за межами своєї касти, а дискримінація за походженням тривала навіть після скасування кастової системи едиктом 1871 року, аж до XX століття. Шлюб між японцями та не-японцями був офіційно дозволений лише 14 березня 1873 року, ця дата зараз відзначається святом Білий день. Шлюб з іноземцем вимагав від громадянина Японії відмови від свого соціального статусу.

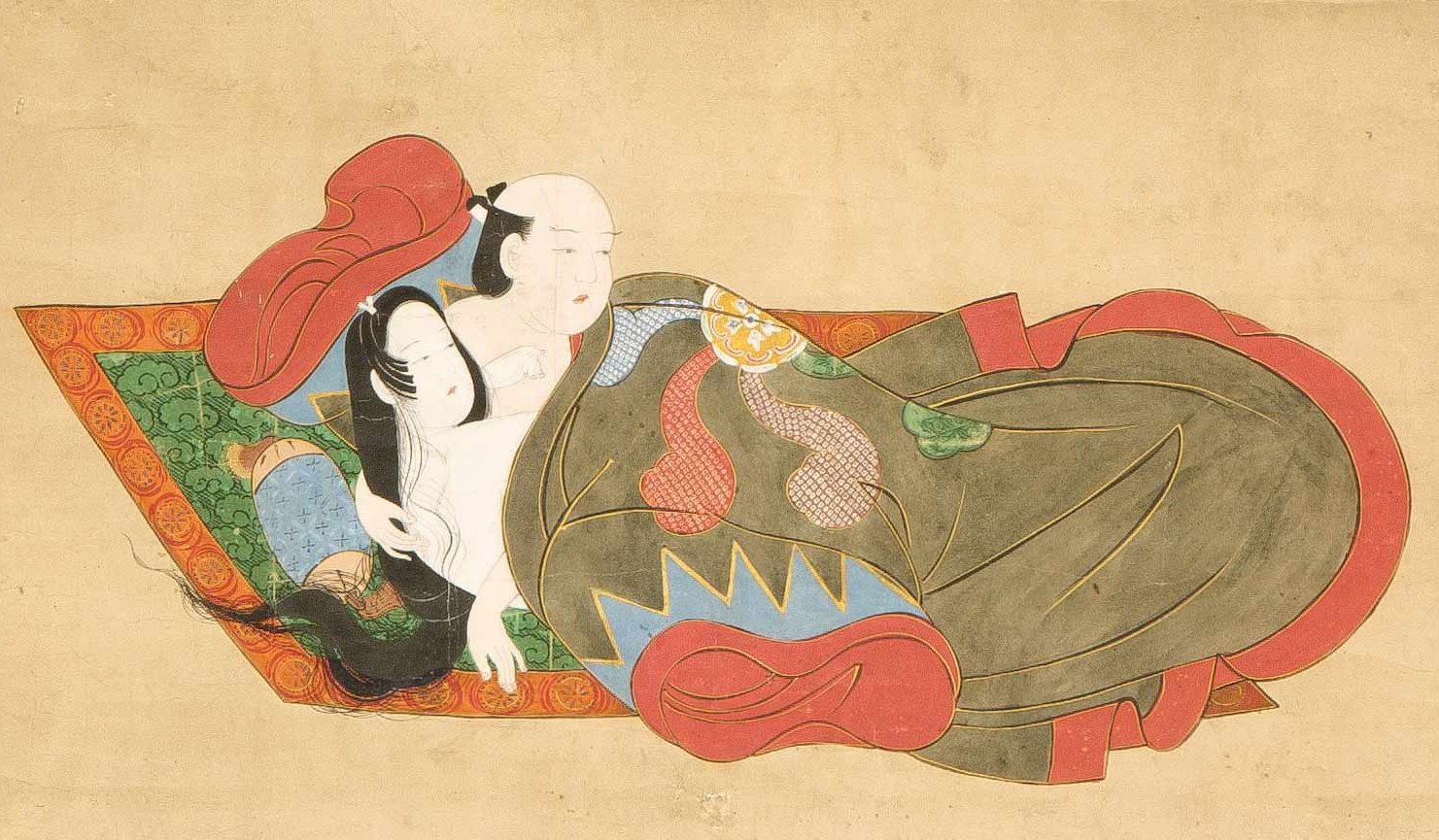
«Спійманий на місці злочину». Сувій майстра Канбун, кінець 1660-х років, Художній музей Гонолулу

Цілями шлюбу в періоди середньовіччя та періоду Едо було створення союзів між сім’ями, звільнення від жінок-утриманців, увічнення сімейної лінії та, особливо для нижчих класів, додавання нових членів до робочої сили родини. Трактат XVII століття «Онна Дайґаку» («Більше навчання для жінок») наставляв дружин  шанувати своїх свекрух більше, ніж власних батьків, та бути «ввічливими, скромними та примирливими» по відношенню до своїх чоловіків.
У свою чергу, чоловіків заохочували ставити потреби власних батьків та дітей вище за потреби дружин. Один британський оглядач зауважив: «Якщо ти любиш свою дружину, ти балуєш слугу своєї матері». З тих пір напруга між домогосподаркою та її свекрухою є лейтмотивом японської драми.
Романтичне кохання (яп. 愛情,, айдзьо:) відігравало невелику роль у середньовічних шлюбах, оскільки емоційна прихильність вважалася несумісною з синівською шанобливістю. Прислів'я говорить: «Ті, хто об'єднується в пристрасті, залишаються разом у сльозах». Чоловіками сексуальне задоволення розглядалося окремо від подружніх стосунків з дружиною, де метою було продовження роду. Жанр гравюр укійо-е (яп. 浮世絵,, букв. «картинки плинного світу») прославляв розкіш і гедонізм тієї епохи, зазвичай зображуючи прекрасних куртизанок та гейш із районів розваг. Конкубінат та проституція були звичайними, публічними та відносно респектабельними справами, поки соціальне потрясіння Реставрації Мейдзі не поклало кінець феодальному суспільству Японії.

### Реставрація Мейдзі (1868—1912)

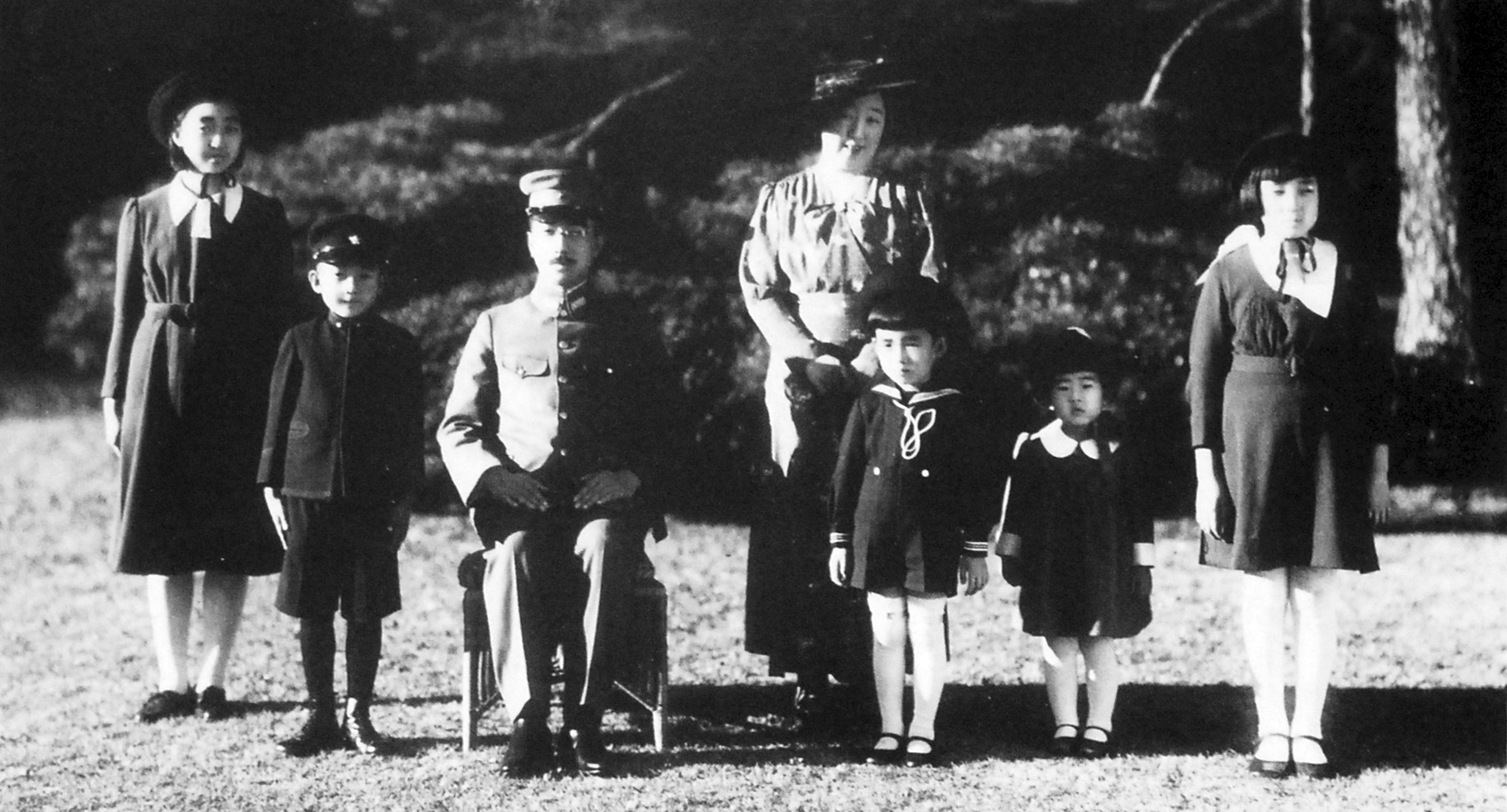
Імператор Сьова з його дружиною, імператрицею Кодзюн, та їхніми дітьми (1941 рік)

Протягом періоду Мейдзі аристократичні та самурайські звичаї шлюбів за домовленістю поступово замінили союзи, засновані на виборі та взаємній привабливості, якими колись насолоджувалися лише простолюдини. Швидка урбанізація та індустріалізація призвели до швидкого переселення в міста, поклавши край ізоляції сільського життя. Державна освіта стала майже універсальною з 1872 року до початку 1900-х років, а у школах наголошували на традиційній концепції синівської шанобливості, по-перше, по відношенню до нації, по-друге, до сім'ї та, нарешті, до власних приватних інтересів. Відповідно до Цивільного кодексу Мейдзі для укладення шлюбу потрібен дозвіл глави родини (стаття 750) та батьків чоловіків віком до 30 років і жінок віком до 25 років (стаття 772).
У шлюбах за домовленістю більшість пар зустрічалися заздалегідь під час офіційного знайомства, яке називається оміай (яп. お見合い,, букв. «дивитись один на одного»), хоча деякі вперше зустрічалися під час весільної церемонії. Відвідувач Японії описав оміай як «зустріч, на якій закоханим (якщо так можна назвати невідомих один одному осіб) дозволено бачити, іноді навіть говорити один з одним, і таким чином оцінювати переваги один одного». Однак їхні заперечення, якщо такі виникали, не мали особливої ваги. Спочатку подібна зустріч була самурайським звичаєм, який набув широкого поширення на початку XX століття, коли простолюдини почали влаштовувати шлюби своїх дітей через посередників (яп. 仲人,, накодо) або сватів. Термін «оміай» все ще використовується для відокремлення шлюбу за домовленістю (навіть якщо офіційної зустрічі не відбувається) від «любовного шлюбу» (яп. 恋愛,, ренай).
Залицяння стали рідкістю в Японії цього періоду. Хлопчиків і дівчат розділили в школах, кінотеатрах і на світських зборах. Колег, у яких почалися романтичні стосунки, могли звільнити, а під час Другої світової війни подорожуючих пар могли й заарештувати. Батьки інколи влаштовували шлюб за домовленістю, щоб узаконити «любовний шлюб», але багато інших випадків «романтичного кохання» закінчувалися розлученням, а іноді й самогубством. Любов вважалася несуттєвою для шлюбу. Пропозиція барона Ходзумі, який навчався за кордоном, зробити відсутність кохання підставою для розлучення не була прийнята під час дебатів про Цивільний кодекс Мейдзі 1898 року. У 1930 році один письменник зауважив: «Відповідно до традиційних моральних ідей, «закохування» вважається ознакою розумової та моральної слабкості».
Шлюб, як і інші суспільні інститути цього періоду, підкреслював підпорядкованість жінки перед чоловіком. Жінки, як дочки, слухалися свого батька, як дружини — чоловіка, як вдови — синів. Від жінок очікувалася доброчесність у шлюбі, а закон, скасований у 1908 році, дозволяв чоловікові вбити свою дружину та її коханця, якщо він виявив їх у подружній зраді. Жіноча проституція та взагалі менш обмежена сексуальна культура Японії пережили періодичні вторгнення пуританських ідеалів.
Закони про розлучення з часом стали більш рівними. У період Едо чоловік міг розлучитися зі своєю дружиною, просто написавши лист про свій намір зробити це, проте єдиним виходом дружини була втеча до монастиря. Закони раннього періоду Мейдзі встановлювали кілька підстав, за якими чоловік міг розлучитися: безплідність, подружня зрада, непокора свекру, балакучість, крадіжка, ревнощі та хвороба. У свою чергу дружина, в супроводі близького родича чоловічої статі, могла подати заяву про розлучення, якщо її кинув чи ув’язнив чоловік, або якщо він був розпусником або психічно хворим. Цивільний кодекс 1898 року встановив принцип взаємної згоди, хоча згода дружин до початку XX століття могла бути й примусовою; пізніше жінки поступово отримували доступ до освіти та фінансової незалежності. Боротьба за право на розлучення поклала початок японському фемінізму.

### Післявоєнний період (1945—дотепер)
Стаття 24 Конституції 1947 року, підписана після капітуляції та окупації Японії американцями, проголошує шлюб на засадах рівності та вибору: «Шлюб повинен ґрунтуватися лише на взаємній згоді обох статей та підтримуватися шляхом взаємної співпраці, заснованій на рівних правах чоловіка та дружини. Що стосується вибору подружжя, майнових прав, успадкування, вибору місця проживання, розлучення та інших питань, які стосуються шлюбу та сім'ї, усі закони повинні прийматися з точки зору індивідуальної гідності та суттєвої рівності статей».

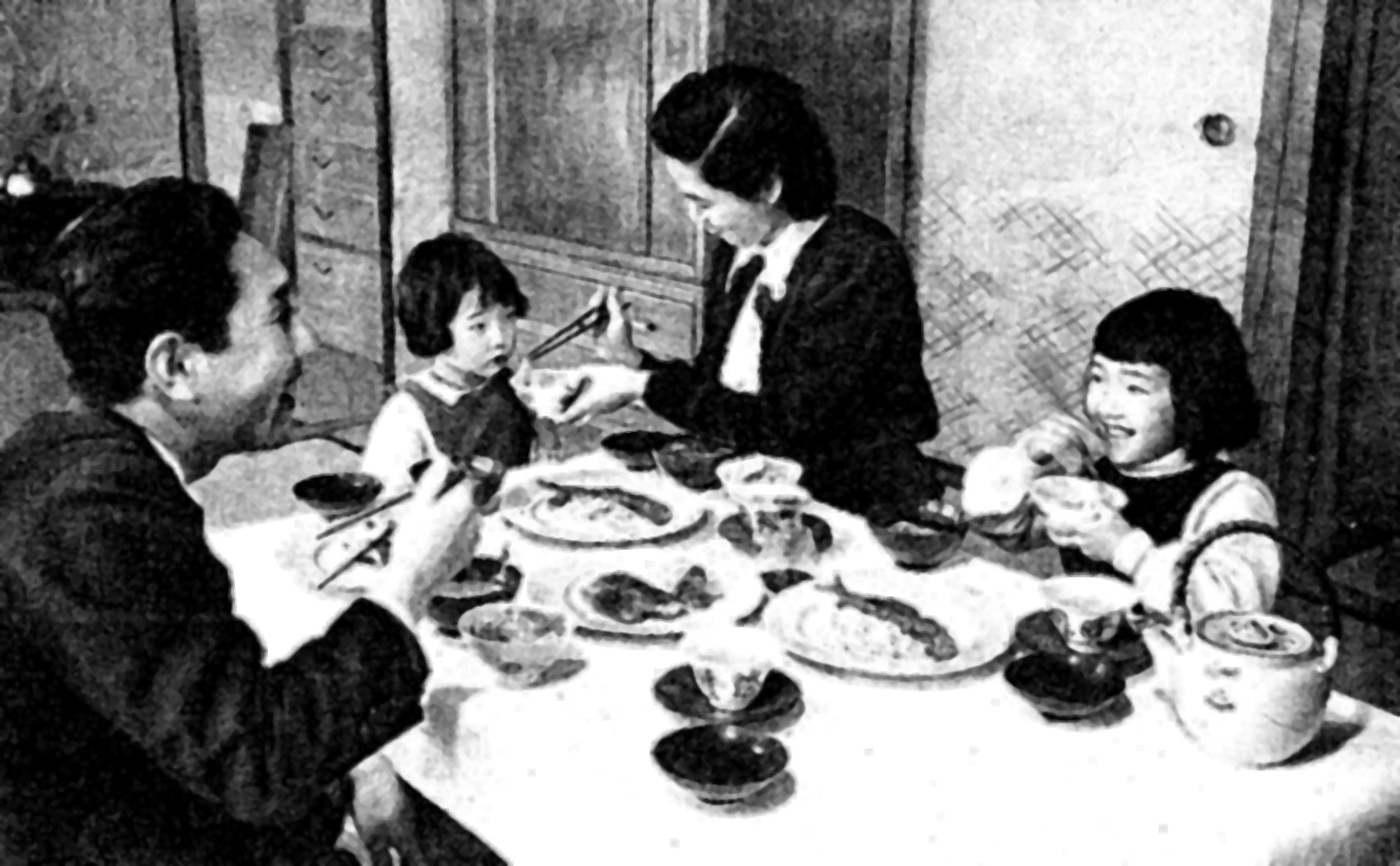
Сімейна трапеза (1950-ті роки)

Конституція скасувала основи устрою іе та патріаршу владу в її основі. Кожна нуклеарна сім'я зберігала і досі зберігає окрему книгу сімейного реєстру, яка розкривається при одруженні на прізвище чоловіка чи дружини. Голова кожної сім'ї більше не має жодних особливих юридичних прерогатив щодо своїх утриманців. Усі законнонароджені діти, як чоловічої, так і жіночої статі, отримали рівні права на спадщину, поклавши кінець правонаступництву за першородством та важливості родоводу. Жінки отримали право голосу і право вимагати розлучення на підставі невірності. Акцент Мейдзі на конфуціанських цінностях і національній міфології зник з освіти. Традиційна модель «ie» була замінена новою, «кадзоку» (яп. 家族,, сім’я) та «какукадзоку» (яп. 核家族,, нуклеарна сім’я), яка стала новою фундаментальною одиницею суспільства.
З’явилися нові демографічні тенденції, зокрема пізніший вік вступу в шлюб та менша різниця у віці між нареченим і нареченою, швидке народження двох дітей, невелика кількість позашлюбних дітей, та низький рівень розлучень. Довічна зайнятість стала нормою для японських чоловіків, особливо під час післявоєнного економічного буму 1950-1970-х років. Ідеологія середнього класу встановила гендерну модель сім’ї з окремими соціальними сферами: чоловік, який отримує зарплату і забезпечує дохід сім’ї; домогосподарка, яка керує будинком і виховує дітей; та діти, зобов'язані навчатися. Поліпшення здоров’я та якість харчування призвели до швидкого збільшення тривалості життя, тож уряд заохочує людей створювати «сім’ї трьох поколінь» (яп. 三世代家族,, санседай кадзоку), щоб керувати швидкостаріючим суспільством.
Оміай-шлюби, організовані батьками або сватами, залишалися нормою відразу після війни, однак наступні десятиліття спостерігалося постійне зростання кількості «любовних сватань» (ренай). Різниця між ними розмилася: батьки майже завжди радилися з молодими людьми перед тим, як «організовувати» шлюб, а багато коханих просили роботодавця чи вчителя стати сватами для їхнього «любовного шлюбу». Сьогодні лише одна з 20 подружніх пар описує своє становлення як домовлене, а залицяння протягом кількох років стало нормою навіть для оміай-стосунків. Три з п'яти пар знайомляться на роботі або через друзів, братів чи сестер.
Онлайн-служби знайомств у Японії завоювали репутацію платформ для примушення до сексу (найчастіше — неповнолітніх дівчат), для сексуальних домагань та насильства, а також для використання облікових записів-приманок (японською мовою вони називаються «оторі» або «сакура»), щоб зв’язувати користувачів з метою продовження їхніх підписок. Новіші сервіси, як-от Pairs із 8 мільйонами користувачів, або Omiai запровадили перевірку особистості, вікові обмеження, сувору модерацію та використання штучного інтелекту для організації пошуку пари серйозним шукачам. У профілях зазвичай вказують вік, місцезнаходження, зріст, кар’єру та зарплату, але також можуть міститися інтереси, хобі та сімейні інтереси.
Термін «шлюбне полювання» («кеккон кацудо» або «конкацу») став популярним у 2007 році:82. Він відображає професійний клас служб сватання, які організовують зустрічі між потенційними партнерами, як правило, за допомогою громадських заходів та часто включають обмін резюме:83. Японські шлюбні агентства (яп. 結婚相談所,, кекконсоудандзьо) та асоціації, членами яких вони є, стають дедалі популярнішими з 2005 року. У 2010 році японський уряд підготував документи щодо використання шлюбних агентств для стимулювання створення шлюбів (у тому числі міжнаціональних) як методу боротьби з проблемою скорочення населення.

## Демографічні дані

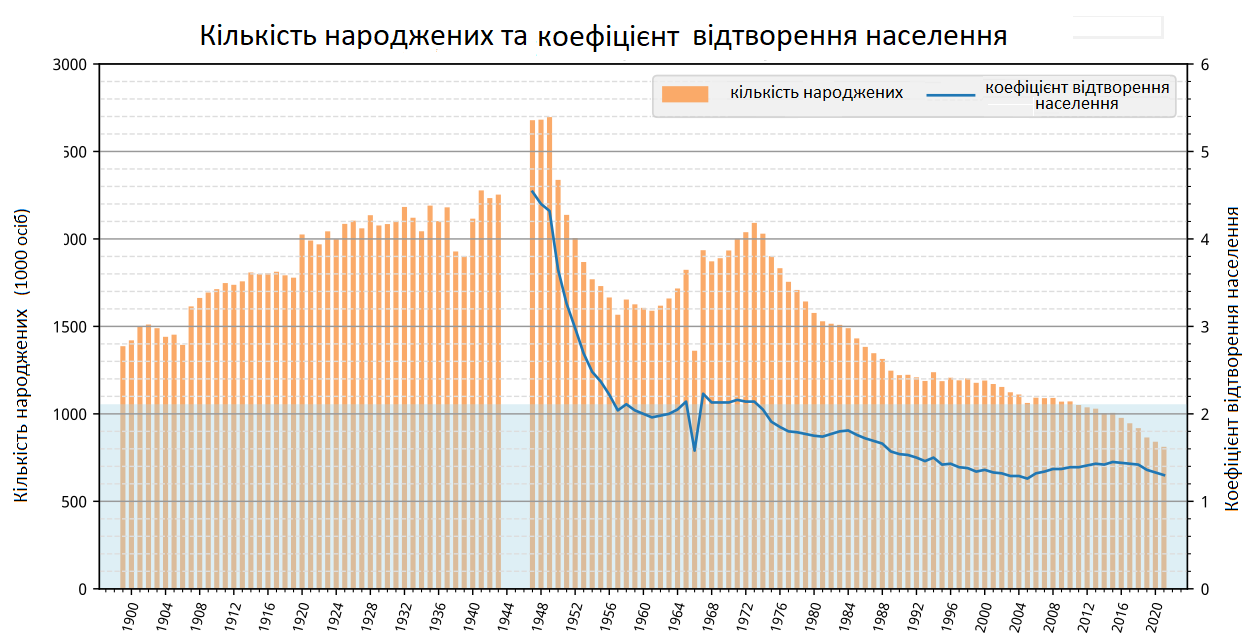
Сумарний коефіцієнт народжуваності в Японії

За даними перепису 2010 року, 58,9% дорослого населення Японії одружені, 13,9% жінок і 3,1% чоловіків овдовіли, 5,9% жінок і 3,8% чоловіків розлучилися. Щорічна кількість шлюбів зменшилася з початку 1970-х років, тоді як щорічна кількість розлучень загалом зростає.

### Шлюб та народжуваність

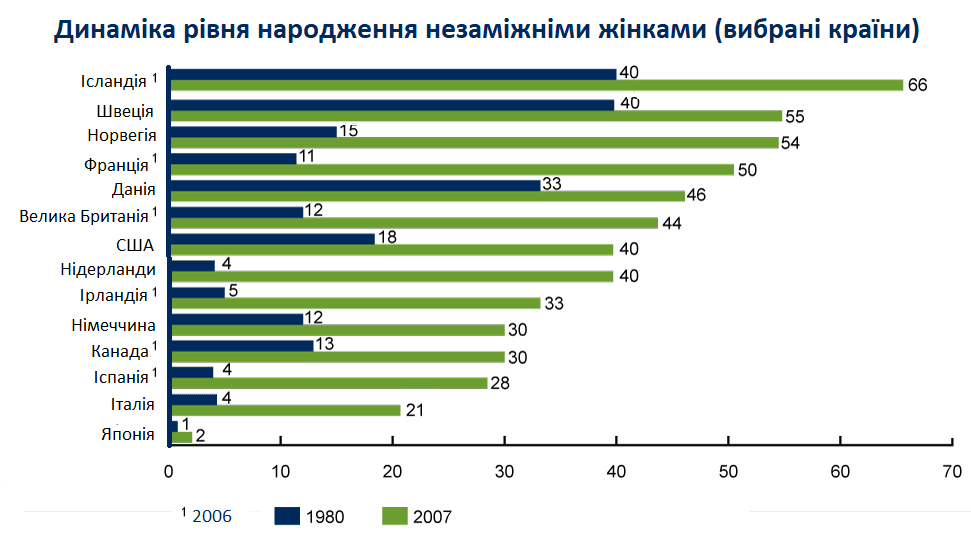
Відсоток народжень від неодружених жінок у вибраних країнах, 1980 і 2007 роках. Як видно на діаграмі, Японія не дотримується тенденції західних країн щодо народження дітей поза шлюбом.

Зменшення кількості шлюбів у Японії, через рідші та пізніші одруження, є дуже поширеним поясненням різкого падіння народжуваності в країні. Доказом цього є те, що хоча сумарний коефіцієнт народжуваності впав з 1970-х років (до 1,43 народжень на жінку у 2013 році), статистика народжуваності одружених жінок залишилася незмінною (приблизно 2,1), а більшість подружніх пар мають двох і більше дітей. Економічні фактори, такі як витрати на виховання дитини, конфлікт між роботою та сім’єю та маленьке житло, є найпоширенішими причинами того, що молоді матері (до 34 років) народжують менше дітей, ніж їм хотілося б.
Кількість однодітних або бездітних пар зросла з 2002 року (до 23,3% у 2010 році), хоча бажання мати великі сім’ї залишається незмінним. Лише 2% пологів відбуваються поза шлюбом, порівняно з 30-60% у Європі та Північній Америці. Це відбувається через соціальні табу, правовий тиск і фінансові перешкоди.
Половина матерів-одиначок у Японії живуть за межею бідності, за цим показником держава є однією з найвищих серед країн ОЕСР. Крім того, приблизно 3,5 мільйона японських дітей, тобто кожен шостий з тих, кому менше 18 років, походять з сімей, класифікованих ОЕСР як «відносно бідні».

### Зниження кількості шлюбів

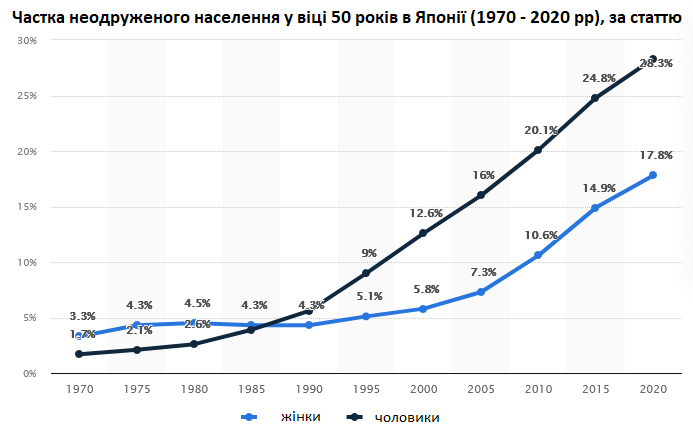
Частка неодруженого населення Японії у віці 50 років станом на 2020 рік

Майже 90% неодружених японців мають намір одружитися, та все ж відсоток людей, які не цього не роблять, продовжує зростати. Між 1990 і 2010 роками відсоток 50-річних людей, які ніколи не одружувалися, зріс приблизно в чотири рази до 20,1% серед чоловіків, та подвоївся до 10,6% серед жінок. Міністерство охорони здоров'я, праці й добробуту Японії прогнозує, що до 2035 року ці цифри зростуть до 29% та 19,2% відповідно. У 2013 році Урядовий інститут народонаселення підрахував, що жінки у віці близько 20 років мали шанс один до чотирьох ніколи не одружитися, та шанс два до п’яти залишитися бездітними.
Висвітлення в засобах масової інформації призвело у 2013 році до сенсаційних опитувань Японської асоціації планування сім’ї та Кабінету міністрів, які продемонстрували зниження інтересу до побачень і сексуальних стосунків серед молодих людей, особливо серед чоловіків. Однак зміни в сексуальності та фертильності є скоріше результатом погіршення формування сім’ї, ніж його причиною. Оскільки звичайною кінцевою метою побачень в Японії є шлюб, небажання одружуватися часто перетворюється на небажання брати участь й у випадкових стосунках.
Більшість японців залишаються відданими традиційній сім'ї: чоловік, який забезпечує фінансову підтримку, дружина, яка працює вдома, та двоє і більше дітей. Трудові звичаї, такі як довгий робочий день, медичне страхування та національна пенсійна система, базуються на традиційній моделі годувальника. Як наслідок, Японія здебільшого зберегла гендерний розподіл праці, навіть коли інші країни почали змінювати це у 1970-х роках.
Однак економічна стагнація, анемічний ріст заробітної плати та відсутність гарантій зайнятості все більше ускладнюють молодим японським парам отримання доходу, необхідного для створення нормальної родини, незважаючи на їх бажання зробити це. Колись Японія була добре відома своєю довічною зайнятістю, але після того, як лопнула бульбашка цін на японські активи та сталася азійська фінансова криза 1997 року, регулярна зайнятість неодружених чоловіків віком 25-34 років впала з 78% у 1982 році до 55% у 2010 році, оскільки компанії почали наймати більше людей за тимчасовими контрактами або контрактами на неповний робочий день. За даними Міністерства праці, ці непостійні працівники заробляють приблизно на 53% менше, ніж постійні, в порівнянному місячному вирахуванні, та, як основні працівники, мають у сім разів більше шансів опинитися за межею бідності. Чоловіки з цієї групи більш ніж удвічі неохоче розглядають шлюб, а у віці 30 років у них приблизно на 40% менше шансів одружитися, ніж у тих, хто має постійну роботу.
За словами японського соціолога Ямади Масахіро, неспроможність традиційної моделі родини адаптуватися до економічних та соціальних реалій японського суспільства спричинила «розрив у формуванні сім’ї» між тими, кому вдалося створити звичайну сім'ю, та тими, хто залишається неодруженим і бездітним.

### Пізніші шлюби
Середній вік вступу в перший шлюб у Японії неухильно підвищується з середини XX століття, становивши приблизно 31 рік у чоловіків і 29 років  у жінок у 2013 році, що є одним з найвищих показників в Азії. До причин, через які жінки відкладають шлюб, відносяться високі особисті та фінансові очікування, збільшення незалежності, яка забезпечується освітою та працевлаштуванням, та труднощі поєднання роботи та родини. Ямада Масахіро ввів термін «паразити-одинаки» (яп. パラサイトシングル,, парасайто сінґуру) для позначення неодружених дорослих людей віком від 20 до 30 років, які живуть з батьками; однак зазвичай цей термін використовують по відношенню до жінок. Чоловіки, які не бажають вступати в шлюб чи створювати стосунки, називаються  «травоїдні чоловіки» (яп. 草食男子,, сосьоку дансі).

### Міжнаціональні шлюби
За даними Міністерства юстиції Японії, тільки в 2010 році число іноземців, одружених з японцями, становило 2096 росіянок, 404 українки, 56 білоруски та 22 узбечки. Приблизно від 3000 до 5000 російськомовних жінок одружилися з японцями.
За даними Міністерства охорони здоров'я, праці й добробуту, із 599 007 шлюбів, зареєстрованих у 2019 році, 21 919 (або приблизно 1 з 30) були укладені між японцями та іноземцями. Кількість міжнаціональних шлюбів швидко зросла в 1980-х і 90-х роках, досягнувши піку в 2006 році і складаючи 44 701 (приблизно 1 з 16), але відтоді зменшилася. Поправки 2005 року в Законі про імміграційний контроль, які ускладнили роботу громадян Філіппін у Японії, є однією з причин спаду. Кількість філіппінських жінок зазнала найбільшого падіння з 12 150 у 2006 році до 3 118, або 20,1% іноземних наречених у 2013 році. Багато філіппінок приїжджають в Японію артистками, а деякі стали жертвами домашнього насильства.
З 14 911 неяпонських наречених жіночої статі у 2019 році більшість приїхали з Китаю (близько 31,6%), за ними йдуть Філіппіни (24,5%), Південна Корея (11,2%), Таїланд (6,6%), Бразилія (2,1%) та США (1,9%). 7008 наречених чоловічої статі прибули з Кореї (25,1%), США (14,1%), Китаю (13%) та Бразилії (4,7%).
З 1 мільйона дітей, народжених у Японії у 2013 році, 2,2% мали одного або кількох батьків не японців. Зростання кількості міжнародних сімей іноді призводило до конфліктів щодо опіки. Дворасових японських дітей часто називають «хафу» (яп. ハーフ).
Для укладення міжнаціонального шлюбу в Японії необхідні такі документи:
- Свідоцтво про право на одруження під присягою;
- Оригінал свідоцтва про народження;
- Паспорт, японські водійські права або картка резидента (Картка зайрьо);
- Свідоцтво про шлюб (яп. 婚姻届書).

У деяких випадках потрібні додаткові документи, особливо від тих, хто походить з Китаю.

### Домашнє насильство
Згідно з опитуваннями, проведеними Бюро гендерної рівності Японії в 2006 році, 33,2% дружин і 17,4% чоловіків зазнавали погроз, фізичного насильства або зґвалтування, більше 10% жінок — неодноразово. Такі випадки майже завжди відбувалися після шлюбу. 13,5% жінок та 5,2% чоловіків також повідомили про насильство на побаченнях.

## Шлюбне законодавство
Шлюб юридично визнається після успішного подання парою необхідних документів до реєстрації міської ради, щоб змінити свій статус у косекі (яп. 戸籍,, книга сімейного реєстру). Згідно з японським законодавством, весільна церемонія не є необхідною. Книга сімейного реєстру служить свідоцтвом про народження, підтвердженням громадянства, свідоцтвом про шлюб та свідоцтвом про смерть. Для кожної нуклеарної родини ведеться реєстр на ім’я голови сім’ї (яп. 筆頭者,, хіттоуся), з супутником та неодруженими дітьми, які зареєстровані як утриманці.
Пара, яка одружується, повинна подати форму реєстрації шлюбу (яп. 婚姻届,, кон'ін тодоке), щоб створити нову реєстраційну книгу (яп. 新戸籍,, сінкосекі) під спільним прізвищем. З 1947 року парам було дозволено обирати прізвище чоловіка або дружини як спільне, відповідно до заборони на окремі прізвища, введеної в 1898 році. За оцінками, подружжя обирають прізвище чоловіка в 96% випадків, однак деякі жінки продовжують неофіційно використовувати своє дошлюбне прізвище. Заборона пережила кілька юридичних процесів, востаннє у 2015 році. Коли шлюб використовується для усиновлення спадкоємця чоловічої статі, чоловік бере прізвище дружини.
Міжнаціональні шлюби регулюються окремими японськими правилами. Іноземці в Японії не мають власної книги сімейного реєстру, тому ті, хто одружується з громадянином Японії, вносяться до його або її сімейної книги. Іноземні члени подружжя в Японії мають право на довгострокову візу утриманця.
Діти, народжені поза шлюбом, реєструються як позашлюбні у сімейному реєстрі їхньої матері, хоча їх можна узаконити пізнішим визнанням батьківства. Позашлюбні діти мали право на половину спадщини законних до рішення суду 2013 року.

## Весільна церемонія

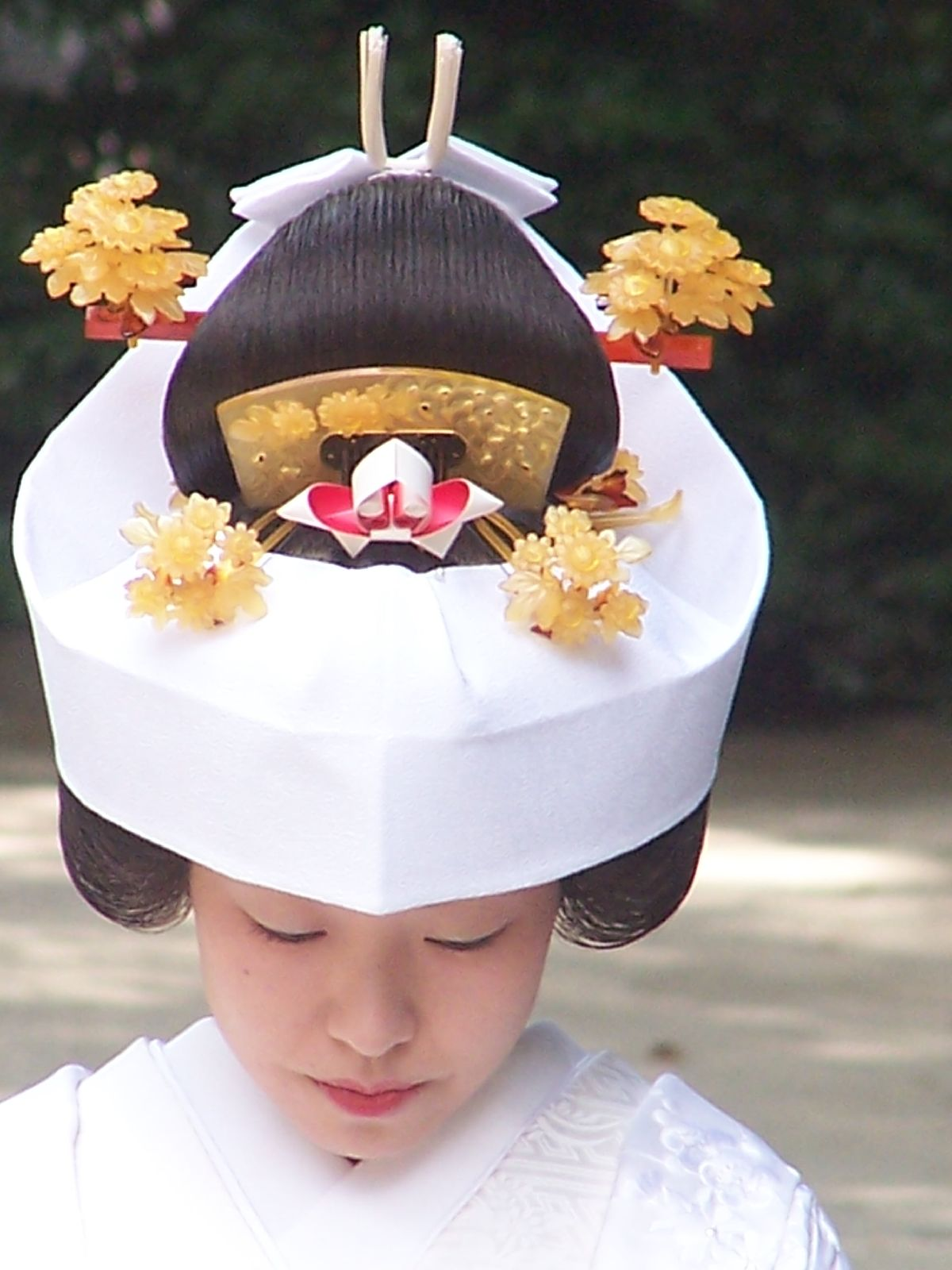
Наречена, одягнена у цунокакусі (на голові) та сіромуку, в Святилищі Мейдзі, Токіо

Прширений опис японського релігійного синкретизму говорить: «Народився синтоїстом, одружився християнином, помер буддистом». Однак на практиці елементи всіх трьох основних традицій, як правило, практикуються пліч-о-пліч. Японські весілля зазвичай починаються з церемонії в синтоїстському або західнохристиянському стилі для членів сім’ї та дуже близьких друзів, а потім — обід та вечірка в ресторані чи бенкетному залі готелю. Там родичі та друзі пари виголошують промови та пропонують «подарункові гроші» (яп. ご祝儀,, ґосюґі) у спеціальному конверті. Близькі родичі дарують приблизно вдвічі більше, ніж друзі.

### Синтоїстська церемонія
Традиційні синтоїстські церемонії (яп. 神前式,, «сіндзен сікі»), на які припадає приблизно кожне шосте японське весілля, проводяться в головній будівлі храму. Священик виконує для пари ритуальне очищення, потім оголошує про їхній шлюб камі (яп. 神,, «боги» або «духи») святині та просить їхнього благословення. Наречений і наречена роблять по три ковтки з трьох чашок саке — цей ритуал називається сансанкудо (яп. 三三九度,, букв. «три чашки тричі»).
Японські наречені-жінки носять кімоно, яке являє собою або сіромуку (яп. 白無垢,, «чисто біла сукня»), або іро утікаке (яп. 色打掛,, «барвиста верхня сукня»), або куробікі фурісоде (яп. 黒引き振袖) — чорне кімоно з візерунками, яке колись носили на весіллях знаті в період Едо (1603—1868). Головними уборами є відкритий білий ватабосі (яп. 綿帽子) або цунокакусі (яп. 角隠し). Наречені-чоловіки носять чорний жакет-хаорі (яп. 羽織) з чубатом та хакаму у формі спідниці (яп. 袴) з вертикальною полосою.

### Християнська церемонія

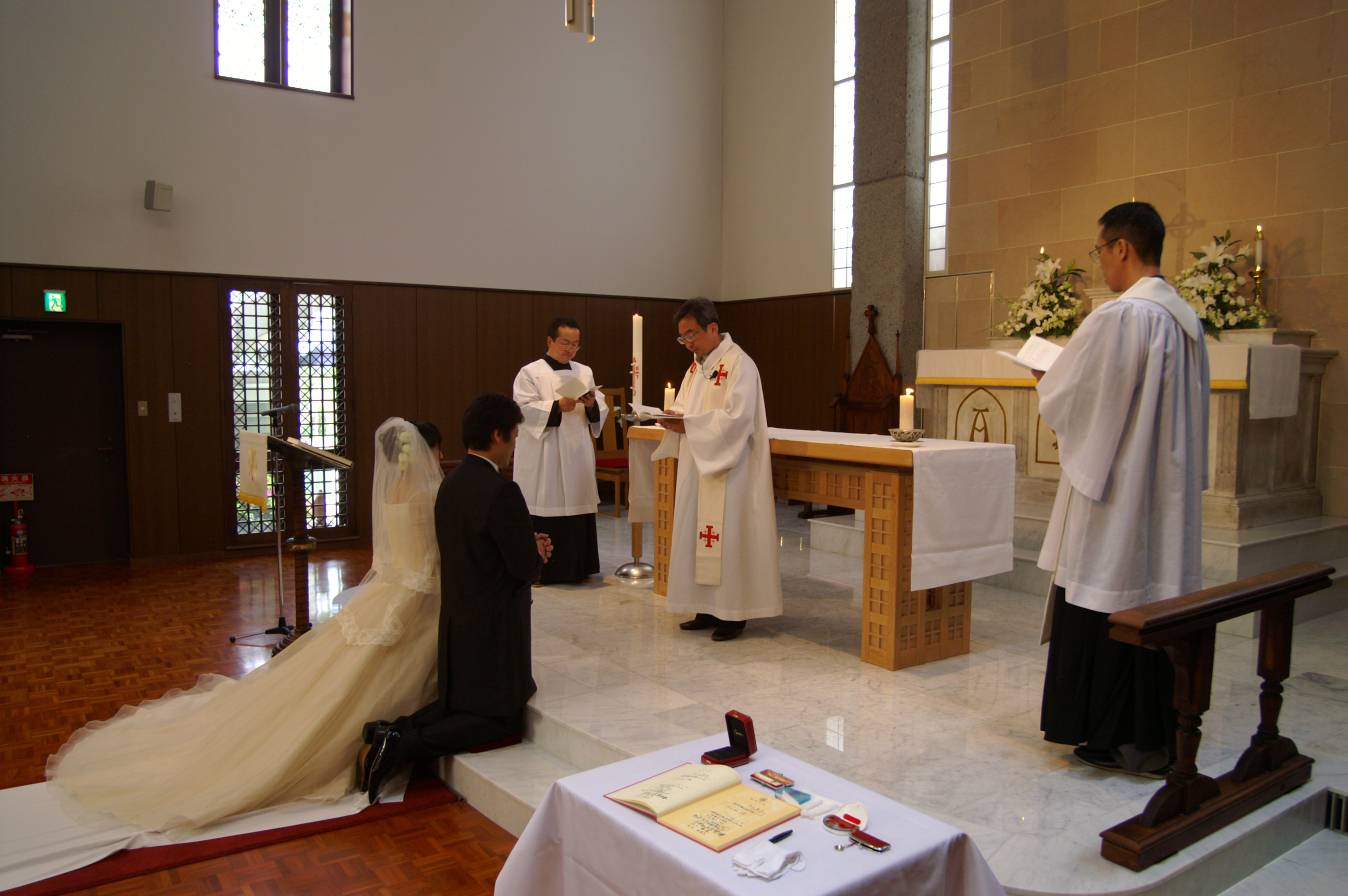
Християнське весілля в Кіото

З середини 1990-х років християнські весільні церемонії витіснили синтоїстський обряд та продовжують залишатися найпопулярнішими весільними обрядами в Японії. Християнські весільні церемонії за останні тридцять років перетворилися з кулуару в мейнстрім у японському суспільстві. Популярність християнських обрядів означає нове широке визнання, комерціалізацію та популярність релігійної церемонії. Післявоєнну історію цих церемоній найкраще зрозуміти в світлі зусиль, зроблених традиційними християнськими церквам та весільною індустрією для задоволення релігійних потреб та вимог переважно «нерелігійного» («мусюкьо:») населення Японії.
Хоча в Японії поширена католицька церква, більшість вінчань відбуваються за протестантською літургією. Таким чином, церемонія включає елементи, типові для традиційного протестантського весілля: гімни, благословення, молитви, читання Біблії, обмін кільцями, весільний поцілунок та обітниці перед Богом. Зазвичай наречена входить разом зі своїм батьком, а потім її «віддають» чоловікові — цей обмін також передбачає поклони та рукостискання. Останнім часом також став популярним звичай опускання фати: мати нареченої опускає фату своєї дочки, після чого вона разом з батьком продовжує йти по «незайманій дорозі» до чоловіка. Якщо весільний священик не є японцем, то церемонія зазвичай виконується поєднанням японської та західної мов (як правило, англійської).

### Нерелігійна або цивільна церемонія
Нерелігійні або цивільні церемонії, як правило, проводяться в банкетному залі до або під час весільного бенкету, веде їх церемоніймейстер, а гості розсаджуються навколо столів. Хоча ці церемонії часто містять у собі західні елементи, в першу чергу весільну сукню нареченої та смокінг нареченого, вони уникають будь-яких релігійних конотацій.
Деякі молоді пари вирішують повністю відмовитися від формальностей та віддати перевагу весіллю «без ведучого», в якому акцент робиться на святкуванні, а не на церемонії. Серед гостей переважно друзі пари, які платять за відвідування.